# Museu do Automóvel do Ceará
O Museu do Automóvel do Ceará é um museu de automóveis localizado na cidade de Fortaleza. Foi fundado em 3 de julho de 1981. A exibição de estréia contava com 35 automóveis antigos. O museu é mantido pelo Veteran Car Club do Ceará e é filiado a Federação Brasileira de Veículos Antigos. Sua coleção é composta dos carros dos filiados ao clube que conta atual com 57 veículos. São automóveis nacionais, americanos e europeus fabricados entre os anos 1910 e 1970. O automóvel mais antigo é o Ford T de 1917.